# Giwi Kwaracchelia
Giwi Kwaracchelia (ur. 11 maja 1979 w Tbilisi) – gruziński piłkarz, grający w Dinamo Tbilisi, do którego trafił latem 2012 roku. Występuje na pozycji obrońcy. W reprezentacji Gruzji zadebiutował w 2000 roku. W latach 2000–2005 rozegrał w niej siedem spotkań.